# Geoffroy-pókmajom
A Geoffroy-pókmajom vagy más néven ékes pókmajom (Ateles geoffroyi) az emlősök (Mammalia) osztályának a főemlősök (Primates) rendjéhez, ezen belül a pókmajomfélék (Atelidae) családjához tartozó faj.

## Előfordulása
Mexikó, Belize, Costa Rica, Guatemala, Honduras, Nicaragua, Salvador, Panama és Kolumbia területén honos.

## Alfajai
- Yucatan pókmajom Ateles geoffroyi yucatanensis
- Mexikói pókmajom Ateles geoffroyi vellerosus
- Nicaraguai pókmajom Ateles geoffroyi geoffroyi
- Panamai pókmajom Ateles geoffroyi ornatus
- Csuklyás pókmajom Ateles geoffroyi grisescens

## Rokon fajok
A Geoffroy-pókmajom legközelebbi rokona a barnafejű pókmajom.